# Sumbersari (Sekampung)
Sumbersari is een bestuurslaag in het regentschap Lampung Timur van de provincie Lampung, Indonesië. Sumbersari telt 2991 inwoners (volkstelling 2010).